# Titularbistum Doara
Doara ist ein Titularbistum der römisch-katholischen Kirche.
Es geht zurück auf einen historischen Bischofssitz in der römischen Provinz Cappadocia in Zentralanatolien in der Türkei. Er gehörte der Kirchenprovinz Mocissus an.
| Titularbischöfe von Doara |                                  |                                           |                 |                   |
| Nr.                       | Name                             | Amt                                       | von             | bis               |
| 1                         | Francisco Maria Campos y Angeles | emeritierter Bischof von Chilapa (Mexiko) | 5. Januar 1923  | 29. Juni 1945     |
| 2                         | Robert Picard de la Vacquerie    |                                           | 16. Juli 1946   | 27. August 1951   |
| 3                         | Aleksander Mościcki              | Weihbischof in Łomża (Polen)              | 6. Februar 1952 | 25. November 1980 |